# Brevlås
En brevlås er en lås, der skabes ved at folde og sikre en skrevet besked (som et brev på papyrus, pergament eller papir, uden at det behøves at blive puttet i en konvolut eller pakke. Det er en traditionel metode til at opretholde informationssikkerhed, der bruger foldeteknikker og saks eller kniv. Processen kan dateres tilbage til 1200-tallet i Vesten, og den opstod nogenlunde samtidig med at papirbeskeder begyndte at blive udbredt.
Brevlåse benytte små slidser, faner og huller direkte i brevet, hvilket sammen med foldeteknikker bruges til at sikre brevet, og det forhindrer at det blive læst uden at segl eller slidser bliver åbnet og ødelagt, hvilket stopper at indholdet kan blive manipuleret uden at det bliver opdaget. Folderne og hullerne kan være ekstra sikret med laksegl.